# Daeamsan
Daeamsan (koreanska: 대암산) är ett berg i Sydkorea.   Det ligger i provinsen Gangwon, i den norra delen av landet, 120 km nordost om huvudstaden Seoul. Toppen på Daeamsan är 1 304 meter över havet, eller 487 meter över den omgivande terrängen. Bredden vid basen är 18,8 km.
Terrängen runt Daeamsan är huvudsakligen kuperad. Runt Daeamsan är det glesbefolkat, med 19 invånare per kvadratkilometer. Närmaste större samhälle är Yanggu-eup, 17,3 km sydväst om Daeamsan. I omgivningarna runt Daeamsan växer i huvudsak blandskog.